# Jüdische Gemeinde Vettweiß
Die Jüdische Gemeinde Vettweiß war eine jüdische Gemeinde in Vettweiß, Kreis Düren, Nordrhein-Westfalen.
Der Metzger Moses Levi Schwarz, Sohn von Levi Gladbach, hatte sich 1791 im Ort niedergelassen. Die Nachfahren lebten noch im 20. Jahrhundert in Vettweiß. Die nur etwa sieben bis zehn Juden besuchten in der Mitte des 19. Jahrhunderts den Betsaal in Lüxheim. Dort trafen sich auch die Juden aus Froitzheim, Poll, Hochkirchen, Kelz und Nörvenich. 1866 hatte diese Filialgemeinde Lüxheim 113 Seelen. 34 Juden lebten 1886 in Vettweiß. Das waren 3,5 % der Bevölkerung.
Spätestens ab 1932 gehörte die Gemeinde zur Jüdischen Gemeinde Düren.
Der Direktor der örtlichen Molkerei, Heinrich Josef Dohmen, war seit 1932 Ortsgruppenleiter der NSDAP. Er schikanierte die Juden und auch andere Vettweißer. Er war die treibende Kraft beim Novemberpogrom am 10. November 1938, bei dem auch die Synagoge Vettweiß zerstört wurde. 
Mindestens 24 Juden und Jüdinnen wurden deportiert und umgebracht.

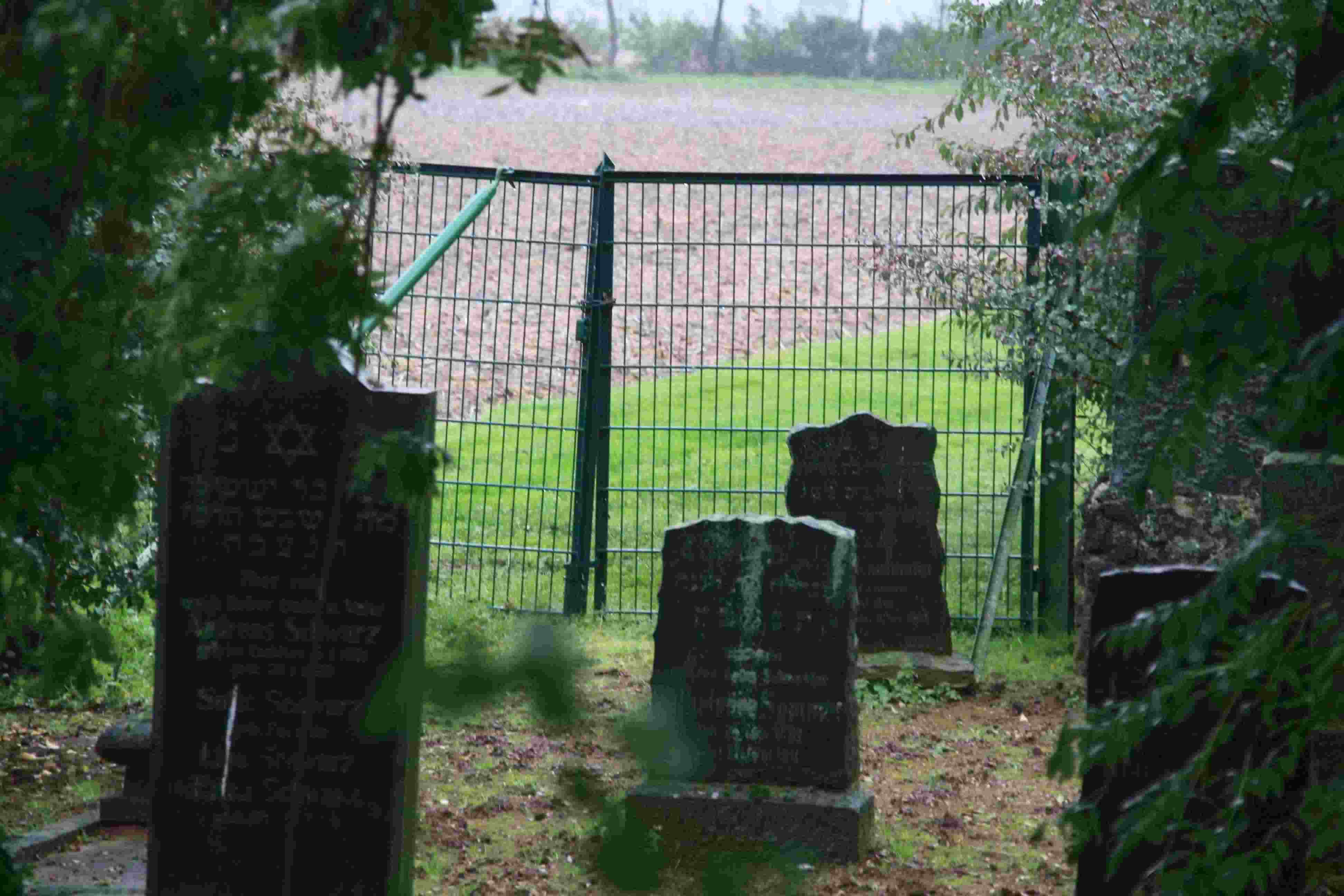
Eingang zum Friedhof

Von 1860 bis 1934 wurden die Toten auf dem jüdischen Friedhof im Ortsteil Kettenheim begraben, auf dem heute noch 25 Grabsteine (Mazewot) stehen.